# Ärztlicher Verein Hamburg
Der Ärztliche Verein Hamburg war ein freier Zusammenschluss von Ärzten, um ihr medizinische Wissen durch Vorträge und Beschaffung von Fachliteratur zu fördern. Die Gründung des nach dem Ärztlichen Verein zu Lübeck zweitältesten ärztlichen Berufsverbands in Deutschland geht auf das Jahr 1816 zurück; seinerzeit gehörte die Unterstützung von hilfsbedürftigen Ärzten sowie deren Witwen und Waisen zu den Aufgaben. In der Zeit des Nationalsozialismus wurde der Verein aufgelöst.

## Gründung
Auf Einladung des Arztes Johann Heinrich de Chaufepié kamen 2. Januar 1816 im Gasthof London am Jungfernstieg sechzig Ärzte, sieben Wundärzte sowie vierundzwanzig Apotheker zusammen und gründeten den Ärztlichen Verein zu Hamburg. Als Zwecke des Vereins wurden genannt:
- Förderung des ärztlichen Wissens und der Kollegialität
- Aufrechterhaltung der Würde des ärztlichen Anstandes
- Unterstützung hilfsbedürftiger Kollegen sowie jener Witwen und Waisen

Vom Mitgliedsbeitrag in Höhe von 48 Mark sollte die Hälfte zur Anschaffung medizinischer Fachbücher dienen. Die Bibliothek des Ärztlichen Vereins in Hamburg hatte ihr Lesezimmer im Dresser’schen Haus in der Johannisstraße. Zweimal im Monat traf man sich am Dienstagabend zu einem wissenschaftlichen Vortrag mit Aussprache; dazu durften auch „Fremde, deren Wohnsitz über eine Meile von der Stadt entfernt“ war, eingeladen werden.

## Entwicklung
1834 organisierten sich die Apotheker in einem eigenen Verein. Bei der Feier des 50-jährigen Jubiläums 1866 wurde Sigismund Samuel Hahn zum Ehrenmitglied ernannt. 1892 entschloss sich der Ärztliche Verein, den legislatorischen Teil seiner Arbeit sowie zur Vertretung seiner Standesinteressen zugunsten einer geplanten Ärztekammer einzustellen und sich auf die Weiterbildung zu konzentrieren. 1894 schlossen Ärzteordnung und Kammer diese Entwicklung ab.
1892 waren 235 der in Hamburg praktizierenden Ärzte Mitglieder im Verein. Um 1900 gab es in Hamburg 589 Ärzte, von denen mehr als zwei Drittel dem Ärztlichen Verein angehörten. 1916 waren von 860 Hamburger Ärzten insgesamt 564 registrierte Mitglieder im Ärztlichen Verein.
Die Zusammenkünfte fanden bis 1842 im Gründungslokal statt. Ab 1872 diente das Patriotische Gebäude als Vereinslokal. Nach dem Neubau des Gebäudes An der Alster für die Landesärztekammer fanden die Sitzungen zwischen 1934 und 1943 dort statt.

## Zeit des Nationalsozialismus
In ihrer Dissertation stellte Christine Pieper 2002 fest, die Geschichte des Ärztlichen Vereins sei für den Zeitabschnitt des Nationalsozialismus „ein bislang unerforschtes Gebiet.“
Die ärztlichen Spitzenverbände (Hartmannbund und Deutscher Ärztevereinsbund) wurden schon im März 1933 „gleichschaltet“ und die Ärztekammer Hamburg am 26. Mai 1933 aufgelöst. Die Gleichschaltung des Ärztlichen Vereins gelang den Nationalsozialisten jedoch nicht in gleicher Weise.
Als Beauftragter des Reichsärzteführers und Vorsitzender der Hamburgischen Ärztekammer wies Wilhelm Holzmann den Vorstand des Ärztlichen Vereins an, antijüdische Bestimmungen in die Satzung aufzunehmen. Nur Arier dürften demnach in Vorträgen und Aussprachen das Wort ergreifen und in Mitgliederversammlungen abstimmen; Nicht-Arier könnten nur als außerordentliche Mitglieder verbleiben. Der Vorstand teilte daraufhin den Mitgliedern im Juli 1933 schriftlich mit, er fühle sich an die bestehenden Gesetze des Vereins gebunden, nach denen eine derartige Statutenänderung nicht möglich sei, und trat geschlossen zurück. Edgar Reye, der für eine Übergangszeit mit der Leitung der laufenden Vereinsgeschäfte betraut wurde, gab diese Funktion im November 1933 „wegen Arbeitsüberlastung“ auf. Anna von Villiez kommt aufgrund anderer Quellen zur Schlussfolgerung, der Ärztliche Verein habe seine als „Nichtarier“ gekennzeichneten Mitglieder zumindest bis 1934 noch nicht ausgeschlossen. Geforderte Satzungsänderungen zur Einführung des „Führerprinzips“ ließen sich bis zum 17. Dezember 1934 nicht durchsetzen.
Dieter Schmidt datierte ein „Verbot des Ärztlichen Vereins“ für das Jahr 1934 – zeitgleich mit der Aufhebung der ärztlichen Selbstverwaltung zugunsten der Reichsärztekammer in Berlin. Die wissenschaftlichen Abende fanden jedoch ab 8. Oktober 1935 wieder regelmäßig statt. Nach Darstellung Hendrik van den Bussches zeigen die Veranstaltungstitel der folgenden Jahre, dass „die Lehrtradition des Vereins weitgehend intakt über die NS-Zeit herübergerettet werden konnte.“
Nach Darstellung bei Selberg wurde der Ärztliche Verein hingegen 1937 unter Erhaltung seines Namens und seiner Einrichtungen in die Landesärztekammer überführt. Dies sei bei einem nicht-eingetragenen Verein möglich gewesen, ohne seine Institutionen anzutasten. Eine Einzelmitgliedschaft neben derjenigen bei der Ärztekammer besteht seither nicht mehr.

## Nach 1945
Nach dem Zweiten Weltkrieg übernahm die Ärztekammer Hamburg die Tradition der wissenschaftlichen Vorträge (zunächst als „Dienstag-Abende des Ärztlichen Vereins“, später als „Vorträge des ärztlichen Vereins“ bzw. „Ärztlicher Verein – Fortbildungsakademie“) sowie die Fortführung der Bibliothek des Ärztlichen Vereins in Hamburg. Als Veranstaltungsort diente ein Saal im Völkerkundemuseum und nach 1976 das Ärztehaus Humboldtstraße.
Nutzer liehen in den 2010er-Jahren deutlich weniger Bücher aus und nutzten stattdessen Online-Medien. Die Delegiertenversammlung der Ärztekammer Hamburg entschied 2016, den eigenständigen Betrieb der Bibliothek des Ärztlichen Vereins (BÄV) in Trägerschaft der Kammer einzustellen; die Bibliothek wurde am 30. April 2017 geschlossen. Wertvolle Bestände der BÄV wurden als „Historische Bibliothek des Ärztlichen Vereins“ in die Abteilung Sondersammlungen der Staats- und Universitätsbibliothek Hamburg aufgenommen und im Katalog kenntlich gemacht.